# Ширванское ханство
Ширванское ханство или Шемаханское ханство (азерб. Şirvan xanlığı / شيروان خانلیغی, перс. خانات شیروان‎) — феодальное государство в Закавказье, располагавшееся в районе Шемахи (современный Азербайджан) и находившееся в полузависимости от Каджарского Ирана. Ширванское ханство простиралось от Каспийского моря до Геокчая длиною около 150 вёрст, а с севера до реки Куры около 100 верст. На севере оно граничило с Кубинским ханством, на востоке с Бакинским, на юге с рекой Курой, на западе с Шекинским ханством по реке Геокчай.

## История

### Возникновение
Ширванское (Шемахинское) ханство образовалось в первой половине XVIII века в Ширванской равнине с центром в Шемахе. В начале века ослабла центральная власть в государстве Сефевидов. В 1721 году Шемаха была взята восставшими суннитами под руководством лезгинского имама Хаджи-Давуда. В 1722 году турецкий султан даровал Хаджи-Давуду титул хана. По Константинопольскому договору 1724 года Ширванское ханство было признано Россией в качестве вассала Османской империи. Однако Хаджи-Давуд стремился к полной независимости, и 1725 году турки начали против него войну. В 1728 году в Гяндже прибывший на переговоры с султаном Хаджи-Давуд был предательски арестован и сослан во внутренние районы Османской империи. Новым ширванским ханом султан назначил казикумухского хана Сурхая ибн Гарай-бека. В 1734 году фактический правитель Персии Надир-Кули Афшар (Надир-шах) нанёс Сурхаю поражение и восстановил контроль над Ширваном. После убийства Надир-шаха в 1747 году ханство вновь обрело независимость. Во главе ханства вначале был избран Гаджи Мухаммад Али, сын Софи-Неби-Зарнавай, ведавший при Надир-шахе сбором провианта в Ширване. В тот период в Ширване кочевало тюркское племя ханчобаны, предводителем которого был Аскер-бек, сын Аллаверди-бека Саркара. Историк Кавказа С. М. Броневский о них писал, что «кочующіе татары (то есть азербайджанцы) ХанЬ Чобаны, издревле переселённые вЬ Шемахинское владѢніе, кочуютЬ по долинамЬ вЬ числѢ 700 АуловЬ». Сыновья Аскер-бека — Агаси-хан (1731—1788) и Мухаммад Сеид-хан подчинили себе ширванских кочевников, а в 1765 году они овладели Ахсу и убили Гаджи Мухаммад Али-хана, установив здесь свою власть. Шемахинскую ханскую фамилию во главе с братьями Агаси-ханом и Мухаммад Али-ханом именовали Домом саркеров (по-персидски саркер — глава дела).

### В подчинении Кубинского ханства

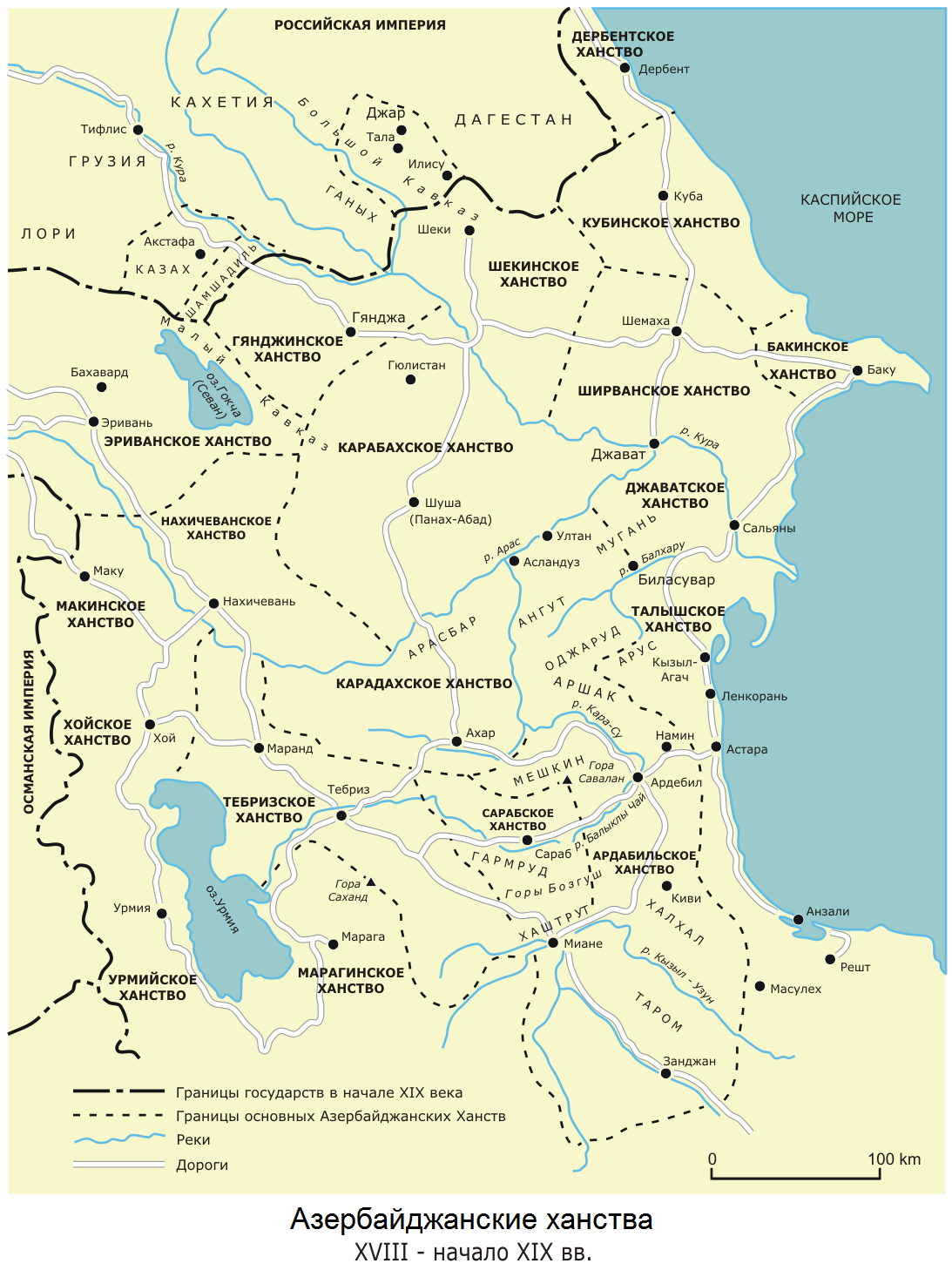
Азербайджанские ханства, XVIII — начало XIX вв.

В 1768 году кубинский хан Фатали-хан в союзе с шекинским ханом Мухаммад Гусейн-ханом осадили Шемаху. Не выдержав осады, Мухаммад Саид-хан с покорностью явился к Фатали-хану, а Агаси-хан к Мухаммад Гусейн-хану. Первого — Мухаммад Саид-хана, кубинский хан отослал в Дербент, где тот содержался семь лет, а второго — Агаси-хана, шекинский хан ослепил и выслал на Куру. После одержанной победы, Фатали-хан и Мухаммед Гусейн-хан разделили между собой земли Ширванского ханства. Исмаил-бек Гаджинский по этому поводу пишет: «…Фатали-хан разделил Ширван с Гусейн-ханом так, что магалы Сааданский и Каасанский, пограничные с Шекою, предоставил Гусейн-хану, а сам, завладев остальною частью, возвратился в Кубу». Фатали-хан приказал Новую Шемаху разорить до основания, а жителям переселиться в старую. В одном из документов сообщается, что «…Фатали-хан Новую Шемаху отдал реченному Гусейн-хану, а Старую взял себе». Начиная с 1768 года, в официальных документах и титулярных обращениях, Фатали-хан часто именовался «высокостепенным, высокопочтенным Дербентским, Кубинским и Шемахинским ханом», иногда его называли «владетелем над всей Ширванской областью» или просто «Ширванским Фатали-ханом». В его лице, как замечает Дорн, «появился настоящий ширваншах».
Между Фатали-ханом и Мухаммад Гусейн-ханом совсем скоро возникло соперничество. Шекинский хан не желал терять приобретённое им и в то же время давать возможность кубинскому хану усиливаться у самых границ своего государства. Он примирился с ослеплённым им Агаси-ханом. Последний же начал сколачивать силы против кубинского правителя из преданных в Ширване беков. Поддержку им оказал также не желавший усиления Фатали-хана аварский нуцал Мерсел-хан, приславший отряд под командованием своих сыновей. В последовавшем сражении Фатали-хан одержал победу над войсками Мухаммад Гусейн-хана, Агаси-хана и сыновьями аварского нуцала. Сыновья нуцала пали на поле боя, шекинский хан бежал в Шеки, а Агаси-хан в Котеван, что на берегу Куры в нынешнем Агдашском районе. В 1774 году объединённые силы Мерсел-хана, Агаси-хана и Мухаммад Гусейн-хана, воспользовавшись отсутствие Фатали-хана, заняли Шемаху. Поссорившись с Агаси-ханом, шекинский Мухаммад Гусейн-хан ушёл со своим войском. Собрав силы, Фатали-хан соединился с бакинским ханом Мелик Мухаммад-ханом, подошёл к Шемахе и разбил противников. Агаси-хан вновь бежал в Котеван (П. Г. Бутков, однако, называет Еловле, куда бежал бывший ширванский владетель, и указывает, что оно находилось на Мугани). В 1776 году Фетали-хан возвратил Шемаху Мухаммад Сеид-хану и выдал свою сестру Фатиму за его сына Мемерзу.
В 1785 году Фатали-хан одержал окончательную победу над Шекинским ханством и бывшим ширванским ханом. Агаси-хан сдался победителю и сперва содержался с двумя сыновьями в Кубе, а затем они были отправлены в Баку. Более того, Фатали-хан потребовал, чтоб шекинский Мухаммад Хасан-хан выдал ему брата Агаси-хана, бывшего ширванского хана (соправителя) Мухаммад Сеид-хана с его двумя сыновьями. Однако они сами явились к кубинскому хану и были отправлены в Сальяны. Незадолго до своей кончины, Фатали-хан в конце концов расправился с шемахинским ханским домом серкаров. По его приказу в 1788 году Агаси-хан со своими сыновьями Ахмет-беком и Магомед-беком были казнены в Баку, Мухаммад Сеид-хан и два его сына Мухаммад-бек и Искендер-бек в Сальянах; другой сын Мухаммад Сеид-хана и в то же время зять Фатали-хана — Мухаммад Риза-бек (1753—1788) был казнён в Кубе. Похоронен Агаси-хан в Баку, могила его неизвестна.

### Борьба за власть
По одним источникам, в 1789 году шекинский владетель Мухаммад Хасан-хан, узнав о кончине Фатали-хана, напал на Шемаху. Старший сын Фатали-хана — Ахмед-хан, находившийся в то время городе, не смог оказать сопротивление и бежал в Кубу, где провозгласил себя ханом. Во главе Ширванского ханства встал Манаф-бек. Однако спустя 15 дней сыновья бывших ширванских ханов Агаси-хана и Мухаммад Сеид-хана при поддержке карабахских войск заняли Шемаху и умертвили Манаф-бека. Вслед за этим на ханском престоле утвердился Аскер-бек, сын казнённого Мухаммад Сеид-хана. У Бакиханова эти события описываются немного иначе. Он пишет, что, когда шекинский хан в союзе с вернувшимися из Османской империи в Карабах Аскер-беком, Касим-беком, Мустафа-беком, а также сыном бывшего ширванского хана Гаджи Мухаммад Али-хана — Манаф-беком, изгнали кубинского Ахмед-хана, то шекинский хан разделил Ширванское владение между Манаф-беком и сыновьями из дома саркеров. В Новой Шемахе утвердился Манаф-бек, а на остальной территории установилась власть сыновей покойных Агаси-хана и Мухаммад Сеид-хана. Далее Бакиханов продолжает: «Спустя неделю серкерцы овладели городом Аксу и убили слабого и неспособного Манаф хана; старший из них Аскер, сын Магомед Саид-хана был провозглашён ханом всего Ширвана».
25 декабря 1805 года Мустафа-хан и генерал от инфантерии Цицианов подписали трактат о вступлении Ширванского ханства в подданство Российской империи. Из «Просительных пунктов и клятвенного обещания Мустафы-хана Ширванского при вступлении в подданство России»

Я, Мустафа-хан Ширванский, именем моим, наследников и преемников моих торжественно навсегда отрицаюсь от всякого вассальства или, под каким бы то титулом ни было, от всякой зависимости от Персии или иной державы и сим объявляю перед лицом всего света, что я не признаю над собой и преемниками моими иного самодержавия, кроме верховной е. и. в., Всероссийского великого государя императора, и его высоких наследников и преемников престола Всероссийского императорского, обещая тому престолу верность, яко верноподданный раб оного, в чём и должен дать присягу по обычаю на святом Коране.

По Гюлистанскому мирному договору 1813 года Персия признала переход Ширванского ханства под власть Российской империи. Однако, в 1820 году Мустафа-хан изменил и бежал в Персию, вследствие чего титул хана был упразднен и в Шемахе было введено русское управление. После на данной территории была образована Ширванская провинция, которая в 1840 вошла в Каспийскую область (с 1846 — Шемахинская, с 1859 — Бакинская губерния).

## Административное устройство и население
В административном отношении Ширванское ханство делилось на 13 магалов. Согласно Дубровину в этническом плане преобладающим населением являлись азербайджанцы (в источнике татары). С.Броневский же отмечал, что «жители Шемахинскіе суть Персияне, Ширванцы и Татары, исповѢдующіе большею частію Магометанской законЬ секты Аліевой“». Большая часть Ширванского ханства состояла из мусульман-шиитов, а кочевники ханчобаны являлись суннитами. Само племя ханчобаны, из которых происходил род серкеров (ханы Агаси-хан и Мухаммад Сеид-хан), составляло значительную военную силу в Ширванском ханстве, предоставляя отличных всадников. Численность войск Ширвана доходила до 6 тысяч человек. А. В. Суворов сообщал о сильных городских укреплениях в Шемахе, на стенах которой было до 40 пушек. Он писал: «Шемахинский хан может собрать своего войска, конницы, до 4 тыс., пехоты против того в половину, пушек полуторафунтовых на верблюдах до 30. Ядра чугунные, пороху мало, как и у дербентского, на каждую пушку зарядов до 30».

## Экономика

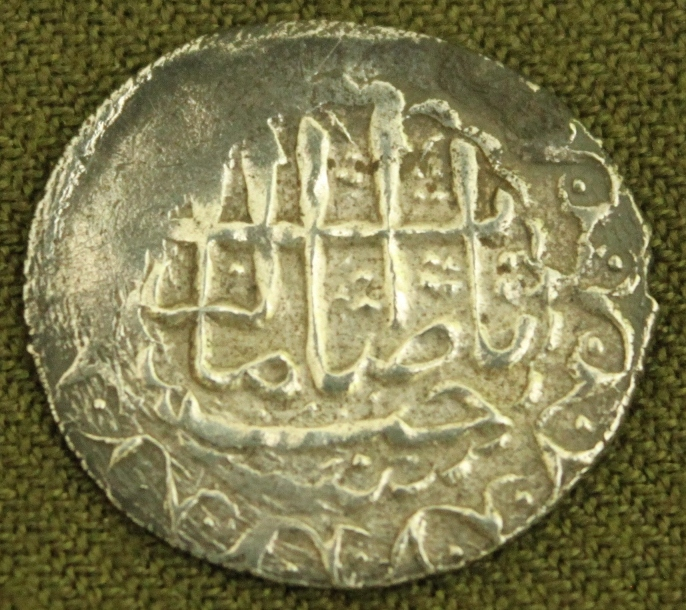
Серебряная монета Ширванского ханства 1770 года. Музей истории Азербайджана (Баку)

Основными занятиями населения были земледелие, производство шёлка и различных тканей, торговля, ремёсла. В Ширванском ханстве в обращении находилась монета аббаси, близкая по типу и весу тебризскому. С третьей четверти XVIII века был выработан свой тип монеты, сохранившийся вплоть до ликвидации ханства. На шемахинском монетном дворе с 1768 и вплоть до 1774 года чеканились монеты персидского векиля (регента) Керим-хана Зенда; параллельно с ними также выпускались анонимные аббаси.
Ширванское ханство являлось важным шелководческим центром. Шёлк здесь производился в четыре раза больше, чем в других ханствах. В 1770-х гг. на территории ханства существовало около 1500 шёлкоткацких станков. Несмотря на огромные трудности в развитии шелководства из-за междоусобных войн, жители Ширванского ханства, по свидетельству современника, «упражняются беспрестанно в сем ремесле». С. Броневский также заметил, что несмотря на многократные разорения в Ширване «древний дух торговли и рукоделия не совсем погас». По сообщению А. Г. Сереброва в Шемахе «в летнее время жители обоего пола домашними работами не занимаются, кроме шелководства и хлебопашества, а в зимнее время [упражняются] в разном тканье шелковых материй. Обыватель почти каждый фабрикант и ткач, вырабатывают довольно хорошие материи и лучшей доброты».
По данным дореволюционных историковЯкова Костенецкого и Неверовского, ханство во второй половине XVIII века было вассалом Аварского ханства..

## Правители
| 1.  | Хаджи-Давуд                                     | 1722—1728 |
| 2.  | Сурхай-хан I Казикумухский                      | 1728—1734 |
| 3.  | Хаджи Мухаммад Али-хан                          | 1748—1760 |
|     | Мухаммед Сеид-хан, брат (соправитель)           | 1748—1760 |
| 4.  | Мухаммад-хан Казикумухский (узурпатор)          | 1760—1762 |
|     | Хаджи Мухаммад Али-хан (повторно)               | 1762—1765 |
|     | Мухаммед Сеид-хан, брат (соправитель, повторно) | 1762—1786 |
| 5.  | Агаси-хан                                       | 1765—1768 |
| 6.  | Фатали-хан, хан Кубы                            | 1768—1769 |
| 7.  | Абдулла-бег (с 1770 в Баку)                     | 1769—1770 |
| 8.  | Эльдар-бег                                      | 1770—1773 |
|     | Фатали-хан (повторно)                           | 1773—1786 |
|     | Агаси-хан (повторно, убит 1786)                 | 1778—1786 |
| 9.  | Аскер-хан                                       | 1786—1789 |
| 10. | Гасым-хан                                       | 1789—1792 |
| 11. | Мустафа-хан                                     | 1792—1820 |